# Sangad Chaloryu

Sangad Chaloryu (vor 1959)

Sangad Chaloryu (Thai: สงัด ชลออยู่, RTGS: Sa-ngat Chaloyu, Aussprache: [sà.ŋàt tɕʰá.lɔː.jùː]; * 4. März 1915 in Amphoe Doem Bang Nang Buat, Provinz Suphan Buri; † 23. November 1980) war ein thailändischer Admiral und Politiker. Er war von 1973 bis 1976 Oberkommandierender der Marine, 1975–76 zusätzlicher Oberbefehlshaber der Thailändischen Streitkräfte. Nach den Putschen vom 6. Oktober 1976 und 20. Oktober 1977 war er jeweils als Vorsitzender des „Nationalen Rats für Verwaltungsreform“ interimistischer Regierungschef. Dazwischen war er von Oktober 1976 bis Oktober 1977 Verteidigungsminister.

## Biografie
Nach der Schulausbildung – zuletzt an der Bansomdejchaopraya-Schule in Thon Buri (heute ein Stadtbezirk von Bangkok) – absolvierte Sangad die Königlich-Thailändische Marineakademie (โรงเรียนนายเรือ). Anschließend trat er als Offizier in die thailändische Marine ein. Später absolvierte er noch die Hochschule für nationale Verteidigung.
Am 19. November 1973 wurde er Admiral und Oberkommandierender der thailändischen Marine. Zusätzlich wurde er am 1. Oktober 1975 Kommandant des Hauptquartiers der Streitkräfte (ผู้บัญชาการทหารสูงสุด) und damit Oberbefehlshaber der Thailändischen Streitkräfte. Er war der erste Marineoffizier in dieser Position. Beide Ämter hatte er bis zu seiner Pensionierung am 30. September 1976 inne. Die in jener Zeit zwischen linken und rechten Kräften angespannte Lage heizte Sangad weiter an, indem er beispielsweise im Februar 1976 behauptete, kommunistische Saboteure wären nach Bangkok eingedrungen.
Am 5. Oktober 1976 wurde Sangad zum Verteidigungsminister in Seni Pramojs viertem Kabinett ernannt. Einen Tag später begingen Polizisten und rechtsextreme Milizen auf dem Gelände der Thammasat-Universität ein Massaker an linken Studenten und Aktivisten. Am selben Tag bildete Sangad einen „Nationalen Rat für Verwaltungsreform“ (คณะปฏิรูปการปกครองแผ่นดิน), setzte Ministerpräsident Seni Pramoj ab und ergriff selbst die Regierungsgewalt. Dem Rat gehörten neben Sangad der Oberkommandierende des Heeres Boonchai Bamrungpong, der Luftwaffenchef Kamol Thejatunga sowie die Generäle Kriangsak Chomanan und Prem Tinsulanonda an. Paul Handley vermutet in seiner kritischen Biographie des Königs Bhumibol Adulyadej, dass die Gruppe relativ moderater Generäle die Macht ergriff, um einem Putsch noch weiter rechts stehender Kräfte wie Pramarn Adireksarn und Samak Sundaravej zuvorzukommen. Der König billigte den Putsch und ernannte zwei Tage später den ultraroyalistischen Juristen Thanin Kraivichien zum neuen Ministerpräsidenten. In dessen Regierung diente Sangad ab dem 22. Oktober 1976 erneut als Verteidigungsminister. Im Januar 1977 kam es zwischen Thailand und Kambodscha zu einem schweren Grenzkonflikt mit bewaffneten Kämpfen.
Am 20. Oktober 1977 drängte er Ministerpräsident Thanin aus dem Amt und übernahm vorübergehend als Vorsitzender des „Nationalen Rats für Verwaltungsreform“ wieder die Macht, die er letztlich am 12. November 1977 an Premierminister General Kriangsak Chomanan übergab.

## Anmerkung
1. ↑  Der Vorname wird auch als Sa-ngad transkribiert, der Familienname als Chaloryoo, Chalawyoo oder Chalawyu.